# Домашняя кухня
Домашняя кухня — совокупность традиций и рецептов приготовления пищи в домашних условиях с помощью подручного бытового инвентаря (кухонной утвари), бытовых кухонных приборов и негабаритной посуды.

## Описание
Домашняя кухня обусловлена историческими, географическими и другими условиями, она имеет этнические, региональные и иные особенности.
В отличие от общественного питания, домашняя кухня — это, как правило, простая и недорогая еда, приготовленная дома с использованием кухонной утвари и техники бытового ценового сегмента из простого набора продуктов, которые можно купить в любом местном магазине.
В результате глобализации, в рецепты домашней кухни могут также входить блюда национальных кухонь других регионов мира.
Домашняя кухня отличается от профессиональной кулинарии тем, что дома готовят еду проще, как правило, заменяя сложные и редкие ингредиенты более простыми и доступными.
При подаче на стол блюда обычно не украшаются, в отличие от ресторанной кухни.
Огромное количество кулинарных рецептов домашнего приготовления имеют кондитерские изделия.
Хотя некоторые магазины, кафе и рестораны позиционируют свою кухню или отдельные блюда как «домашние», строгого определения у этого термина нет, и это остаётся лишь маркетинговым приёмом.

## Опасность
Исследования показали, что домашняя готовка зачастую не соответствует требованиям безопасности и качества, предъявляемым к заведениям общественного питания. Значительная доля пищевых отравлений происходит в результате небезопасного обращения с продуктами при домашней готовке.